# Bothriurus inermis
Espèce
Bothriurus inermis est une espèce de scorpions de la famille des Bothriuridae.

## Distribution
Cette espèce est endémique du département de Santa Cruz en Bolivie. Elle se rencontre vers Buena Vista.

## Description
Le mâle holotype mesure 32,86 mm et la femelle paratype 37,08 mm.

## Publication originale
- Maury, 1981 : A new Bothriurus from Bolivia (Scorpiones, Bothriuridae). Bulletin of the American Museum of Natural History, no 170, p. 29-33 (texte intégral).